# Giovanni Gaiti
Giovanni Gaiti (Ponte Nossa, 24 aprile 1939) è un politico italiano.
Membro della Democrazia Cristiana, nel 1979 è stato eletto alla Camera dei deputati nella VIII legislatura. Ha poi ricoperto la carica di presidente della Provincia di Bergamo dal 1990 al 1992.